# Entoria kiirunensis
Entoria kiirunensis är en insektsart som beskrevs av Tokuichi Shiraki 1935. Entoria kiirunensis ingår i släktet Entoria och familjen Phasmatidae. Inga underarter finns listade i Catalogue of Life.